# Whitmer Peninsula
Whitmer Peninsula är en udde i Antarktis. Den ligger i Östantarktis. Nya Zeeland gör anspråk på området.
Terrängen inåt land är platt. Havet är nära Whitmer Peninsula österut. Trakten är obefolkad. Det finns inga samhällen i närheten.